# Govori Volodimirja Zelenskega med rusko invazijo na Ukrajino
Med rusko invazijo na Ukrajino leta 2022, ki se je začela 24. februarja 2022, je ukrajinski predsednik Volodimir Zelenski imel številne govore v več oblikah, tudi na družbenih medijih in v tujih zakonodajnih organih. Govori so bili deležni velike pozornosti, številni komentatorji pa so navedli pozitiven učinek na ukrajinsko moralo in mednarodno podporo ukrajinskemu odporu.

## Objave na socialnih omrežjih
25. februarja, na drugi dan invazije, so se po zamudi na načrtovani telefonski klic z italijanskim premierjem Mariom Draghijem pojavili pomisleki glede njegovega bivališča. Kasneje istega dne  je objavil videoposnetek, na katerem ga je spremljalo več svetovalcev pred palačo Mariinski v središču Kijeva. V videu je podal kratek govor, v katerem je dejal, da "smo tu" in da "branimo svojo neodvisnost, svojo državo in to bomo počeli še naprej." Kasneje istega dne je objavil še en videoposnetek kratkega govora, v katerem je govoril o aktualnem ruskem napadu na Kijev in pozval prebivalce Kijeva, naj se uprejo "na kakršen koli način".
26. februarja je objavil kratek govor in opozoril pred dezinformacijami o lastnem pobegu iz Kijeva. Istega dne je izjavil, da je zavrnil ponudbo ZDA za evakuacijo iz mesta, rekoč "Boj je tukaj; potrebujem strelivo, ne vožnje."

## Nagovori tujim zakonodajnim telesom
Marca 2022 je imel Zelenski več govorov pred zakonodajnimi telesi drugih narodov v zvezi z invazijo.
8. marca je nagovoril britanski parlament v govoru Trinajst dni boja.
15. marca je virtualno nagovoril kanadski parlament in je takp tretji ukrajinski predsednik, ki je nagovoril kanadski parlament po Petru Porošenku leta 2014 in Viktorju Juščenku leta 2008. Po govoru so senatorji, člani Spodnjega doma ter voditelji političnih strank vsi izrazili podporo Zelenskemu.
16. marca je nagovoril ameriški kongres. Po govoru je ameriški predsednik Joe Biden izjavil, da bodo ZDA Ukrajini zagotovile dodatnih 800 milijonov dolarjev vojaške pomoči in označil Putina za "vojnega zločinca". Biden je s tem rusko vlado uradno obtožil vojnih zločinov v invaziji.
17. marca je nagovoril nemški parlament. V govoru je izjavil, da je Nemčija v 2010-ih poskušala pomiriti Rusijo, zlasti s poslovnimi posli, kot je Severni tok 2 in da ni izpolnila svoje zgodovinske odgovornosti po holokavstu. Skliceval se je tudi na Berlinski zid in navajal, da obstaja nov zid "sredi Evrope med svobodo in pomanjkanjem le-te. In ta zid je vedno višji z vsako bombo, ki pade na Ukrajino." Nemški parlament po koncu njegovega nagovora na dnevnem redu ni predvidel časa za razpravo o govoru.
20. marca je nagovoril izraelski Kneset.
23. marca je nagovoril japonski parlament.
24. marca je nagovoril švedski parlament.
30. marca je nagovoril norveški Storting.
31. marca je nagovoril predstavniški dom Nizozemske. Zahteval je prenehanje trgovanja z Rusijo, vključno z bojkotom ruskega plina, in zahteval več orožja.
31. marca je nagovoril avstralski parlament in zahteval zaščitna vozila Bushmaster in drugo orožje.
31. marca je nagovoril belgijski parlament.
Zelenski je 4. aprila imel govor v romunskem parlamentu.
5. aprila je nagovoril španski Cortes Generales.
Zelenski je 6. aprila nagovoril irski parlament Oireachtas.
7. aprila je nagovoril predstavniški dom Cipra in grški parlament.
8. aprila je nagovoril finski parlament.
11. aprila je nagovoril državni zbor Republike Koreje.
12. aprila je nagovoril litovski parlament.
13. aprila je nagovoril estonski parlament Riigikogu.
21. aprila je nagovoril portugalski parlament.

## Druga nagovorjena telesa
24. marca je nagovoril prisostvovane na vrhu Nata.
3. aprila je nastopil na 64. podelitvi nagrad Grammy v vnaprej posnetem govoru.
21. aprila je v podporo Ukrajini nagovoril ministrsko okroglo mizo Svetovne banke.

### Intervjuji za medije
Predloga:Sidebar timeline1. marca so novinarje CNN in Reutersa s kombijem odpeljali v "neopisljivo upravno pisarno iz sovjetske dobe" v Kijevu. Povsod so bili oboroženi vojaki. Vidne so bile vreče s peskom, ukrajinski simboli so bili premaknjeni bližje. Pojavil se je Zelenski, ki je novinarje pozitivno pozdravil s stiskom rok. V intervjuju je pozval predsednika Joeja Bidna, naj preuči situacijo, in komentiral, da pogovori še niso pokazali svoje upravičenosti. Govorilo se je tudi o ukrajinskem odporu in bojevanju za ukrajinsko domovino.
V ozadju neuspešnih pogovorov je Zelenski 10. marca za <i id="mw-w">Vice</i> povedal, da je dialog s Putinom edina pot naprej in je v uspešnost tovrstnih pogovorov prepričan. Dva dni pred tem je v intervjuju za ABC News dejal, da si ne bo več prizadeval za članstvo v Natu, da bo razmišljal o "kompromisu" v zvezi z Doneckom in Luganskom in tudi neposredno nagovoril Američane.
Zelenski je 7. aprila poleg komentiranja razmer na terenu dejal za Republic TV, da bi sankcije morale delovati kot jedrsko orožje. Dejal je, da se narodi ne bi smeli pretvarjati, da podpirajo Ukrajino in hkrati vzdrževati gospodarske odnose s sovražnikom. Za Indijo je dejal, da težko vzdržuje ravnovesje in da je obstajal odnos Indije s Sovjeti in ne z Rusi. Med 60-minutnim intervjujem so bila omenjena varnostna jamstva.

#### Intervjuji za ruske medije
Meduza, Dožd in Kommersant so 27. marca 2022 objavili video intervju z Zelenskim skupaj s prepisom. Nekaj minut pred objavo intervjuja je Roskomnadzor medijem prepovedal objavo. Zelenski je govoril v ruščini.
21. aprila je govoril za Mediazono.

## Odzivi
Nagovori Zelenskega so na splošno naleteli na pozitiven odziv. Moira Donegan iz The Guardiana je izjavila, da je Zelenski "postal simbol ukrajinskega ljudstva, katerega presenetljiv pogum, odločnost in kljubovanje ruski agresiji so razkrili moralno blefiranje Zahoda." 
Jon Henley iz The Guardiana je izjavil, da so Zelenskijevi govori pred tujimi parlamenti vsebovali "zgodovinske reference, skrbno izbrane, da bi pritegnile občinstvo" in da je njegov "talent govornika tisti, ki mu je prinesel tuje priznanje." Anjana Susarla z univerze Michigan State University je izjavila, da so Zelenskijevi nagovori vplivali zaradi svoje pristnosti, sposobnosti povezovanja z občinstvom družbenih medijev in nujnosti sporočil, pri čemer je dejala, da so bili njegovi videoposnetki "kratki, med štirimi in sedmimi minutami, prišli do bistva, in bili povezljivi in zelo osebni." 
Dominique Arel z Univerze v Ottawi je izjavil, da je Zelenski "zelo dober v [uporabi identifikacije v retoriki]. Pripoveduje človeško zgodbo. Prej je bil igralec, zdaj pa ne igra, zato je tako učinkovit."  Britanski novinar David Patrikarakos je Zelenskega označil za "dobesednega človeka na ulici" in dejal, da pošilja sporočilo: "Jaz sem vaš predsednik, ne skrivam se, nikamor ne grem. Nisem za mizo ali oblečen v obleko. Tukaj sem s tveganjem, da me ubijejo, kot vsi drugi."
Na Nizozemskem so skoraj vsi poslanci soglasno pohvalili govor Zelenskega, vključno z besedami, kot sta "impresivno" in "zgodovinski trenutek".
Timothy Naftali z univerze v New Yorku je izjavil, da so govori "opomnik, da poteka boj na življenje in smrt - in to sili politike, da v realnem času razmislijo o sprejemljivih tveganjih." Olga Onuch z univerze v Manchestru je izjavila, da ga je Zahod "prvič videl kot sebi enakega."
Zelenskijeva uporaba družbenih medijev za pošiljanje sporočil je prav tako pritegnila veliko pozornost komentatorjev. Patrick Wintour je za The Guardian izjavil, da je Zelenski "neprestano telefoniral z zahodnimi voditelji in pri tem uporabljal Twitter za nagovarjanje, spodbujanje, grajanje in hvaljenje svojih zaveznikov. V tem procesu so sankcije, ki so jih pred tednom dni veljale za nepredstavljive, postale moralno izhodišče." Karrin Vasby Anderson z univerze Colorado State je izjavila, da je cilj Zelenskega zagotoviti navadnim državljanom vsebino, ki jo lahko zlahka uporabljajo na družbenih medijih za pritisk na svoje politične predstavnike.
Nekateri komentatorji so trdili, da so bili odzivi na govore Zelenskega preveč nagnjeni k malikovanju. Arwa Mahdawi za The Guardian je izjavila, da "obstaja razlika med spoštovanjem politika in seksualizacijo ali čaščenjem le-teh" in da so takšni odzivi tvegali banalizacijo razmer v Ukrajini in spodbujanje preveč poenostavljenih pripovedi o razmerah. Nekateri komentatorji so kritizirali tudi Zelenskijevo uporabo primerjav s holokavstom, zlasti njegovo uporabo izraza "končna rešitev" v svojem govoru pred izraelskim Knesetom.